# NGC 7476
NGC 7476 is een balkspiraalstelsel in het sterrenbeeld Kraanvogel. Het hemelobject werd op 5 september 1834 ontdekt door de Britse astronoom John Herschel.

## Synoniemen
- ESO 290-45
- MCG -7-47-15
- IRAS 23023-4322
- PGC 70427